# Enzo Serafin
Vincenzo „Enzo“ Serafin (* 16. April 1912 in Venedig; † 27. Dezember 1995 in Rom) war ein italienischer Kameramann.

## Leben und Wirken
Serafin hatte in der zweiten Hälfte der 1930er Jahre seine Ausbildung in Rom, Paris (wo er in einem Filmlabor arbeitete) und Berlin (wo er an der Filmakademie Kamerakurse belegte) absolviert. Bei Ausbruch des Zweiten Weltkriegs wieder zurück in Italien, schloss sich in Cinecittà eine Fortbildung in den Filmlabors Antonio Bragaglias an. Nach kurzer Zeit als Kameraassistent avancierte Serafin mit Beginn der 40er Jahre zum einfachen Kameramann. 1942 etablierte er sich als Chefkameramann. Als im Jahr darauf die faschistische Mussolini-Regierung gestürzt wurde, befand sich Serafin gerade in Spanien zu Dreharbeiten (Piruetas juveniles).
1950 kehrte Serafin nach Rom zurück und setzte seine Karriere beim heimischen Film fort. Noch in diesem Jahrzehnt arbeitete er mit zwei der führenden Regisseure seines Landes zusammen, Michelangelo Antonioni und Roberto Rossellini, fotografierte jedoch überwiegend Unterhaltungsfilme ohne allzu großen künstlerischen Anspruch. Mehrfach wurde Serafin auch von in Italien tätigen, ausländischen Regisseuren verpflichtet. Zu seinen späteren Arbeiten zählen mehrere Italowestern der 1960er Jahre sowie die populäre US-Krimifernsehserie Ihr Auftritt, Al Mundy.
Im Alter von 60 Jahren beendete Enzo Serafin seine Kameratätigkeit beim Spielfilm und widmete sich fortan dem Dokumentarfilm. Nach seiner letzten Arbeit, dem 1992 veröffentlichten Film L'arte del suono, der den klassischen Geigenbau in der Tradition der Schule von Cremona thematisierte, zog sich Serafin 80-jährig ins Privatleben zurück.

## Auszeichnung
Bereits 1953 wurde Enzo Serafin für sein Gesamtschaffen mit dem Silbernen Band ausgezeichnet.

## Filmografie (Auswahl)
- 1942: Musica proibita
- 1943: La zia di Carlo
- 1943: Senza una donna
- 1943: Piruetas juveniles
- 1944: Retorno
- 1945: Cero en conducta
- 1946: Un ladrón de guante blanco
- 1947: Leyenda de Navidad
- 1948: Conflicto inesperado
- 1948: Mi enemigo, el doctor
- 1949: Don Juan de Serrallonga
- 1949: Ha entrado un ladrón
- 1950: Chronik einer Liebe (Cronaca di un amore)
- 1951: Il tradimento
- 1951: Das Medium (The Medium)
- 1952: Die sieben Sünden (Les sept péchés capitaux)
- 1952: Stadt ohne Moral (Processo alla città)
- 1952: Engel oder Sünderin? (Le due verità)
- 1952: Die große Rolle (La signora senza camelie)
- 1953: Die Lust des Bösen (Febbre di viere)
- 1953: Kinder unserer Zeit (I vinti)
- 1953: Wir Frauen (Siamo donne) (eine Episode)
- 1954: Liebe ist stärker (Viaggio in Italia)
- 1954: Die freudlose Straße (La romana)
- 1954: Aufstand im Inselparadies (La principessa delle Canarie)
- 1955: Eine Frau für schwache Stunden (La bella mugnaia)
- 1955: Vater, wir wollen heiraten (Ragazze d'oggi)
- 1957: Die Spionin von Gibraltar (La donna che venne dal mare)
- 1958: Sturm über Eden (Raw Wind in Eden)
- 1958: Sommererzählungen (Racconti d'estate)
- 1959: Die Nächte sind voller Gefahren (Le notti dei Teddy Boys)
- 1960: Die Hölle am gelben Fluß (Apocalisse sul fiume giallo)
- 1960: Die Furchtlosen von Parma (La strada dei giganti)
- 1960: Die Liebesnächte des Herkules
- 1961: Der Letzte der Wikinger (L'ultimo dei Vikinghi)
- 1961: Die Herrin von Atlantis (Antinea, l'amante della città sepolta)
- 1962: Die Steppe (La steppa)
- 1963: Panic Button
- 1964: Verdammt zur Sünde
- 1964: Das ausgeliehene Mädchen (La ragazza in prestito)
- 1965: Schlüsselparty in Texas (Una moglie americana)
- 1965: Marcia nuziale
- 1967: Der Tod ritt dienstags (I giorni dell’ira)
- 1968: Die letzte Rechnung zahlst du selbst (Al di là della legge)
- 1968: Hasse deinen Nächsten (Odia il prossimo tuo)
- 1969: Von allen Hunden des Krieges gehetzt (La porta del cannone)
- 1969: Ihr Auftritt, Al Mundy (Fernsehserie)
- 1969: Playgirl 70
- 1970: Il segreto dei soldati di argilla
- 1971: A cuore freddo
- 1972: Herrscher einer versunkenen Welt (L' île mystérieuse)